# Алчевський Іван Олексійович
Алчевський Іван Олексійович (27 грудня 1876, Харків, Російська імперія — 10 травня 1917, Баку, Азербайджан) — український співак (ліричний тенор), громадський діяч; організатор, голова українського літературно-мистецького товариства «Кобзар» (Москва).

## Життєпис
Був четвертою дитиною в родині харківського банкіра та промисловця Олексія Алчевського та громадської діячки, засновниці недільних шкіл для дорослих Христини Алчевської. Брат Григорія та Христі Алчевських.
Закінчив природниче відділення фізико-математичного факультету Харківського університету в 1901 році . Час закінчення Іваном університету збігся з трагічною смертю батька.

## Музична діяльність

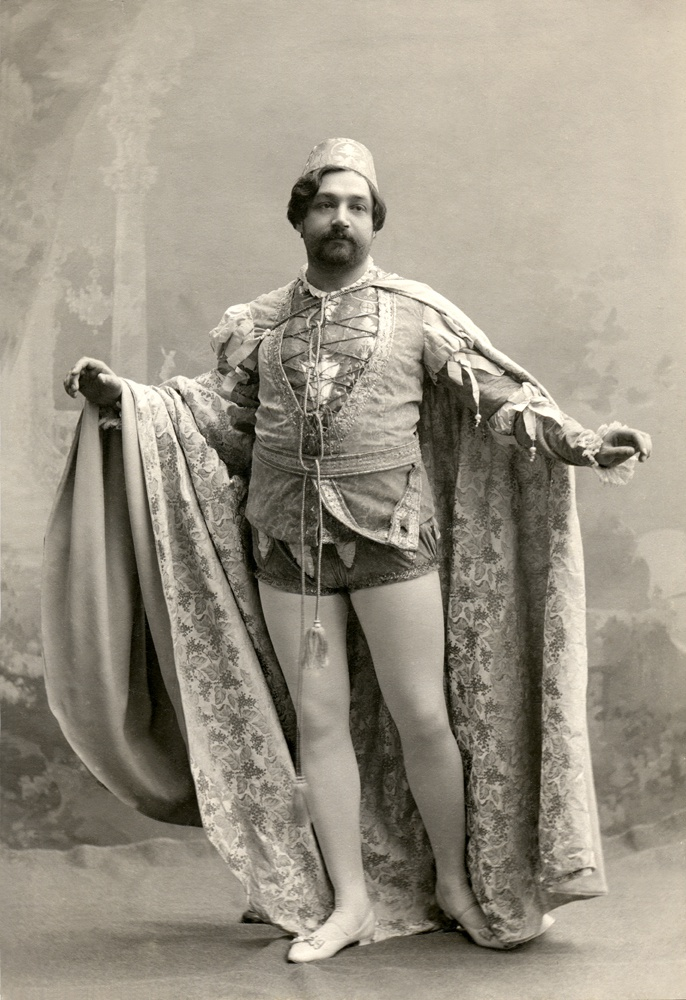
Іван Алчевський в сценічному костюмі

Співу навчався у старшого брата Григорія, потім у Парижі та Брюсселі. Удосконалював свою вокальну та сценічну майстерність під керівництвом О. Палечека у Петербурзі, А. Панаєвої-Карцевої, у Парижі у Ж. Решке, брав приватні уроки співу у співачки Фелії Литвин. Виступав на сценах російських і багатьох закордонних оперних театрів у містах: Петербург (1901–1905), Брюссель (1905–1906), Лондон (1906), Нью-Йорк (1906–1907), Москва (1907–1908, 1910–1912), Париж (1908–1910, 1912–1914). 1915–1917 позмінно виступав на сценах Маріїнської опери та Великого театру. Гастролював по Україні (Київ, Одеса, Харків).
Співак широкого творчого діапазону. Мав у своєму репертуарі близько 50 оперних партій, в тому числі Андрія в опері «Запорожець за Дунаєм» Семена Гулака-Артемовського, Петра в «Наталці Полтавці» Миколи Лисенка, Германа у «Піковій дамі» Петра Чайковського, Хозе в «Кармен» Жоржа Бізе, Фауста в однойменній опері Шарля Гуно та багато інших.
Кращі партії: Хозе («Кармен»), Рауль («Гугеноти»), Іоанн Лейденський («Пророк»), Радамес («Аїда»), Самсон («Самсон і Даліла»), Лоенгрін, Зігфрід («Загибель богів», «Тангойзер»), Дон Жуан («Камінний гість»). Серед інших партій — Собинин («Життя за царя»), Баян «Руслан і Людмила», Синодал («Демон»), Садко («Садко»), Звіздар («Золотий півник»), Михайло Хмара «Псковитянка»), Карл VII («Сарацин»), Петро («Наталка Полтавка»), Андрій («Запорожець за Дунаєм»); Адмет, Рінальдо («Альцеста»), Фауст («Мефістофель»), Ромео («Ромео і Джульєтта»), Макс («Вільний стрілець»), Герцог («Ріголетто»), Альфред («Травіата»), Каніо («Паяци»), Єлеазар («Жидівка»).
Відомі партнери: Ф. Шаляпін, А. Нежданова, Н. Забіла-Врубель, В. Касторський, В. Куза, М. Михайлова, B. Петров, К. Серебряков, Н. Фріду, М. Баттістіні, диригенти — Ф. Блуменфельд, Е. Купер, М. Малько, Е. Направник, А. Нікіш, Н. Федоров.
І. Алчевського поважали такі відомі композитори як К. Сен-Санс та Р. Леонкавалло.
У концертних виступах широко пропагував українську народну пісню, твори на слова Т. Шевченка, серед них — солоспіви «Огні горять, музика грає», «I широкую долину», «Б'ють пороги», «Чого мені тяжко» та ін..
У Москві організував драматичне товариство «Кобзар», у яке об'єдналися вихідці з України й популяризували в Росії українське мистецтво. Був його головою у 1910–1912 роках.
Помер від менінгіту в Баку під час гастролів на Кавказі, похований у Харкові на Єпархіальному цвинтарі. Про похорон співака писала харківська газета «Рідне слово». Поховання співака зараз перебуває на 13-му харківському кладовищі.
З 1999 року у Харкові стало традиційним проведення Міжнародного конкурсу вокалістів імені Івана Алчевського.

## Примітки

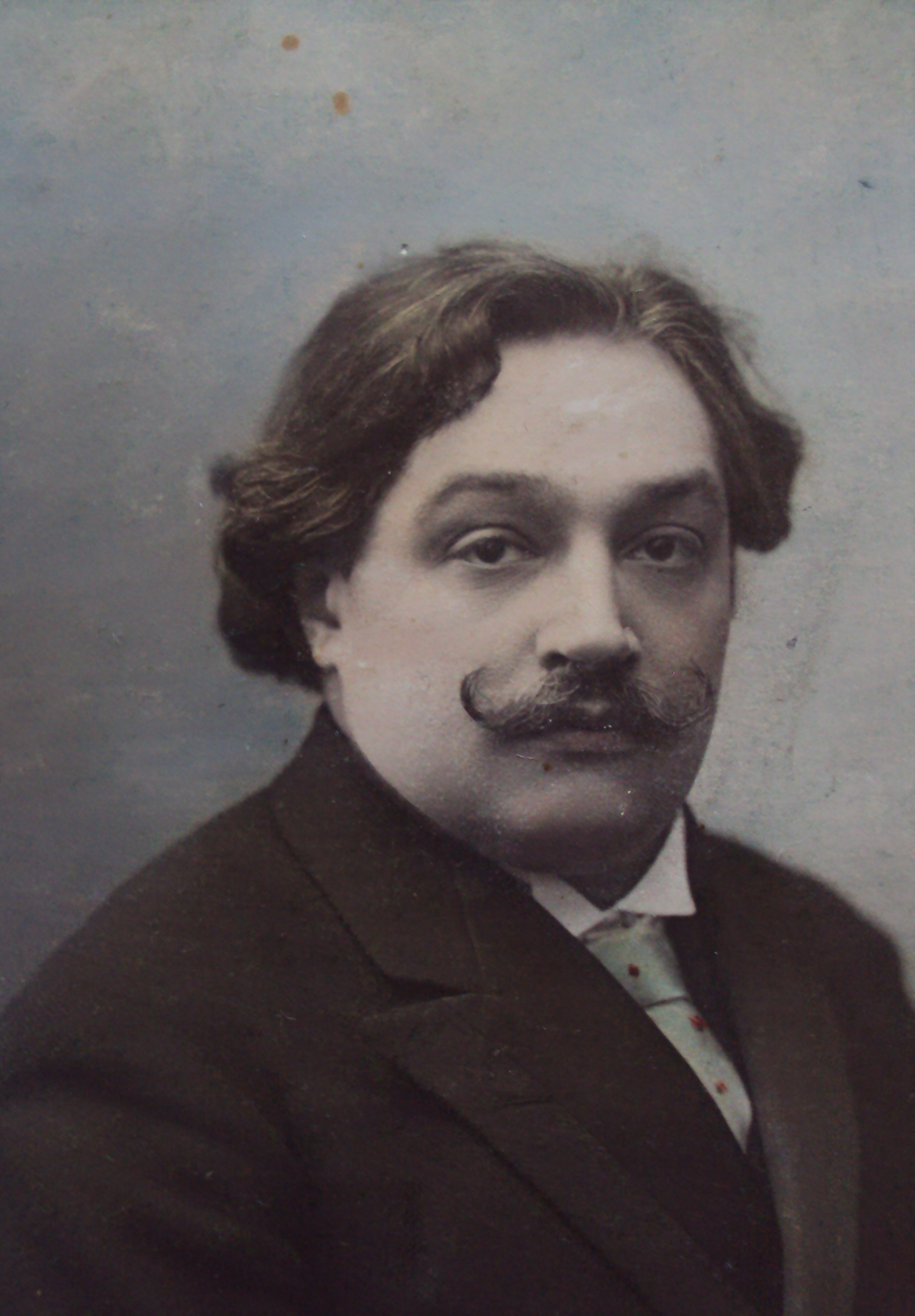
І. О. Алчевський. Початок ХХ сторіччя. Світлина з архіву родини Милославських